# Buglossoides minima
Buglossoides minima är en strävbladig växtart som först beskrevs av Giuseppe Giacinto Moris, och fick sitt nu gällande namn av R. Fernandes. Buglossoides minima ingår i släktet sminkrötter, och familjen strävbladiga växter. Inga underarter finns listade i Catalogue of Life.